# Lombre
Lombre (japanski: ハスブレロ Hasuburero) jedan je od 1025 fiktivnih vrsta Pokémona iz medijske franšize Pokémon, skupa Pokémon videoigara, animiranih serija, manga stripova, knjiga, igraćih karata i drugih medija kojima je tvorac Satoshi Tajiri. Svrha je Lombrea u videoigrama, animiranoj seriji i manga stripovima, kao i svrha ostalih Pokémona, borba s divljim Pokémonima – neukroćenim stvorenjima koje igrači i likovi pronalaze dok kreću na razne avanture – i pripitomljenim Pokémonima drugih Pokémon trenera.
Njegovo ime dolazi od kombinacije engleskih riječi "lotus" = vodeni cvijet, i skraćenice riječi "sombrero", što je vrsta meksičkog šešira, koji se odnosi na list na Lombreovoj glavi koji nalikuje na šešir. Dio "-ombre" možda dolazi od engleske riječi "sombre" = sumoran, što se odnosi na Lombreov tužan izgled lica, ili španjolske riječi "hombre" = čovjek. "L'ombre" je francuska riječ za sjenu. Njegovo japansko ime, Hasubrero, kombinacija je japanskih riječi hasu = lotus, i španjolske riječi "sombrero". 

## Biološke karakteristike
Lombre je noćni Pokémon te zbog tog razloga postaje aktivan u sumrak. Jako je nestašan i vragolast; kada spazi ribiče, počet će vući njihove udice za sobom, uživajući u njihovom zaprepaštenom izrazu lica. Isto tako, obožava iskakati iz rijeka i na taj način plašiti ljude.
Lombreovo čitavo tijelo prekriveno je skliskim, sluzavim slojem. Kada ga se dodirne golim rukama, osjećaj je izuzetno neugodan.
Nasuprot Lotadu i Ludicolu, Lombre ima okrutan set pandži na svakoj ruci koje mu dopuštaju da koristi napade kao što je Bijesno udaranje (Fury Swipes).
Ovaj Pokémon, poput Golducka, temelji se na japanskom mitskom biću Kappi.

## U videoigrama
Lombre je dostupan samo u Pokémon Sapphire i Emerald videoigrama. Može ga se naći na Stazi 114. Drugi način dobivanja Lombrea jest razviti ga iz Lotada na 14. razini. Da bi se Lombrea razvilo u Ludicola, treba ga se izložiti Vodenom kamenu. Lombre je jedinstveni Vodeni/Travnati Pokémon što mu dozvoljava da primi jako malo štete od Vatrenih i Ledenih napada (za razliku od drugih Travnatih Pokémona). Lombre je popularan kao HM rob, jer može naučiti sva tri Vodena napada uz pomoć Skrivena uređaja (HM) – Surfanje (Surf), Ronjenje (Dive) i Vodopad (Waterfall), kao i nekoliko ostalih napada iz Skrivenih uređaja.

## U animiranoj seriji
Lombre je jedan od Brockovih Pokémona koje on posjeduje u Hoenn regiji. Evoluira iz njegova Lotada, a kasnije se razvije u Ludicola.